# Колдуэлл, Бобби (барабанщик)
Бо́бби Ко́лдуэлл (англ. Bobby Caldwell; род. 1951) — американский барабанщик, продюсер, автор песен, аранжировщик и один из основателей групп Captain Beyond (вместе с Родом Эвансом) и Armageddon (вместе с Китом Релфом). До этого он сотрудничал с Джонни Винтером, играя в его альбомах Live Johnny Winter And и Saints & Sinners. Также он принимал участие в записи альбома Рика Деррингера All American Boy, где также выступил продюсером его песни «Rock and Roll, Hoochie Koo». В дальнейшем играл и сотрудничал с Джоном Ленноном, Ринго Старром и Эриком Клэптоном.

## Биография
Колдуэлл начал заниматься музыкой в возрасте 10 лет, и уже в 14 лет сотрудничал с такими профессиональными группами, как, например, Noah’s Ark, совместно с которой он выпустил два сингла на лейбле Decca Records.
В 19 лет Бобби Колдуэлл стал членом группы Джонни Винтера, заменив барабанщика Рэнди Зи. Помимо Винтера, в группе также играли гитарист Рик Деррингер и басист Рэнди Джо Хоббс. Вместе они записали альбомы «Live Johnny Winter And» и «Saints & Sinners» (1974).
Колдуэлл участвовал в записи альбома Рика Деррингера All American Boy (1973), в который была включена песня «Rock and Roll, Hoochie Koo». В дальнейшем она была перепета Сюзи Кватро и была включена в её альбом 1978 года If You Knew Suzi… Параллельно он участвовал в концертах рок-группы The Allman Brothers Band. Один из концертов с участием Колдуэлла был запечатлён на альбоме 1971 года — At Fillmore East.
В 1972 году Бобби стал членом рок-группы Captain Beyond вместе с гитаристом Ларри «Рино» Рейнхардтом, басистом Дугласом Ли Дорман и вокалистом Родом Эвансом. Колдуэлл принял участие в записи одноимённого альбома группы и покинул её после турне в поддержку диска. Он вновь вернулся в группу в 1976 году, выпустив в её составе альбом Dawn Explosion.
В 1975 году Колдуэлл стал членом британской группы Armageddon и записал с ней одноимённый альбом, который вышел на лейбле A&M Records. После распада Captain Beyond Колдуэлл подписал контракт с американской рекорд-компанией MCA Records для записи своего сольного альбома, который никогда не был выпущен. В 1979 году Колдуэлл какое-то время был участником группы Iron Butterfly. В 80-х и 90-х он регулярно гастролировал по США.
В 1998 году Колдуэлл вновь присоединился к Captain Beyond, в составе которой он гастролировал в течение пяти лет, вплоть до того момента, когда группа распалась в третий раз.

## Личная жизнь
Бобби ведёт здоровый образ жизни и воздерживается от курения, употребления наркотиков и алкоголя. Имеет учёную степень в метафизике.

## Дискография
| - Captain Beyond (1972) - Sufficiently Breathless (1973) - Dawn Explosion (1977) - Far Beyond a Distant Sun – Live Arlington, Texas (2002) - Live Johnny Winter And (1971) - Saints & Sinners (1974) - Live at the Fillmore (2010) | - The Allman Brothers Band — Eat a Peach (1972) - Rick Derringer — All American Boy (1973) - Armageddon — Armageddon (1975) - Rick Derringer — Spring Fever (1975) - The Allman Brothers Band — The Fillmore Concerts (1992) - J.D. Blackfoot — The Legend of Texas Red (2012) |